# Nir (Ardabil)
Nir (persiano: نیر‎) o Neyer è una città nel nord-ovest dell'Iran; è il capoluogo dello shahrestān di Nir nella provincia di Ardabil.